# Långsjön, Blekinge
Långsjön är en sjö i Karlskrona kommun i Blekinge och ingår i Bruatorpsån-Lyckebyåns huvudavrinningsområde. Sjöns area är 0,04 kvadratkilometer och den befinner sig 70 meter över havet.